# Thiết kế đồ họa
Thiết kế đồ họa là cụm từ để chỉ một chuyên ngành thuộc về mỹ thuật. Trong đó danh từ "đồ họa" để chỉ những bản vẽ được hiển thị trên một mặt phẳng (đa chất liệu), và động từ "thiết kế" bao hàm ý nghĩa kiến thiết, sáng tạo. Từ đó có thể hiểu, "thiết kế đồ họa" là kiến tạo một hình ảnh, một tác phẩm lên một bề mặt chất liệu nào đó, mang ý nghĩa nghệ thuật, thẩm mỹ nhằm mục đích trang trí, làm đẹp, phục vụ nhu cầu con người cũng như truyền tải được thông điệp một cách hiệu quả hơn.
Từ thời Đồ đá, ý thức về thiết kế đồ họa đã hình thành, nhưng tất nhiên còn rất sơ khai. Con người lúc này đã biết vẽ hoặc khắc hình lên đá, ban đầu nhằm mục đích truyền tin, đánh dấu hoặc ghi nhớ. Sau này, thiết kế đồ họa mới phát triển với ý nghĩa trang trí nghệ thuật, và dần trở thành một thành phần không thể thiếu trong đời sống tinh thần của con người.
Ngày nay, thiết kế đồ họa đã trở thành một ngành dịch vụ quan trọng, có ảnh hưởng lớn đến hầu hết các ngành nghề khác trong xã hội. Ý nghĩa của khái niệm thiết kế đồ họa giờ đây thường được hiểu là tạo ra những hình ảnh như logo, quảng cáo, trang trí trên đồ vật, quần áo vải vóc... dưới sự trợ giúp của máy vi tính. Lẽ dĩ nhiên đó chỉ là một khía cạnh của thiết kế đồ họa. Tuy nhiên đó là khái niệm thực dụng nhất về thiết kế đồ họa hiện nay mà hầu như ai cũng có thể biết đến.